# Grön brokvireo
Grön brokvireo (Pteruthius xanthochlorus) är en asiatisk fågel i familjen vireor inom ordningen tättingar.

## Utseende
Grön brokvireo är en liten (12–13 cm) av släktet med relativt liten näbb. Hanen har grått huvud, olivgrön ovansida, gråvit strupe och bröst samt blekgul buk. Honan är något mattare än hanen och har gråaktig hjässa.

## Utbredning och systematik
Grön brokvireo delas in i fyra underarter med följande utbredning:
- xanthochlorus/occidentalis-gruppen
  - Pteruthius xanthochlorus occidentalis – förekommer i Himalaya (från Kashmir till västra Nepal)
  - Pteruthius xanthochlorus xanthochlorus – förekommer från centrala Nepal till Sikkim, Bhutan, norra Assam, sydöstra Tibet och västra Sichuan
- pallidus/hybrida-gruppen
  - Pteruthius xanthochlorus hybrida – förekommer från Assam (Lushaibergen och Nagabergen) till västra Myanmar (Chinbergen)
  - Pteruthius xanthochlorus pallidus – förekommer från nordöstra Burma till sydvästra Qinghai, västra Sichuan, Yunnan och nordvästra Fujian

Alla fyra underarter har föreslagits utgöra egna arter. Grön brokvireo är systerart till alla andra arter i släktet.

### Familjetillhörighet
Brokvireorna i Pteruthius kallades tidigare broktimalior och placerades just helt okontroversiellt i familjen timalior. DNA-studier visade dock mycket förvånande att dessa asiatiska fåglar i själva verket är närbesläktade med de amerikanska vireorna (Vireonidae) och inkluderas därför numera i den familjen.

## Levnadssätt
Grön brokvireo förekommer i subtropiska eller tropiska fuktiga bergsskogar mellan 2100 och 3000 meters höjd. Vintertid rör den sig till lägre nivåer. Fågeln lever av insekter som myror och skalbaggar, men även bär och frön. Den häckar huvudsakligen i maj och juni och placerar sitt bo i ett träd tre till åtta meter ovan mark.

## Status och hot
Arten har ett stort utbredningsområde och en stor population, men tros minska i antal på grund av habitatförstörelse och fragmentering, dock inte tillräckligt kraftigt för att den ska betraktas som hotad. Internationella naturvårdsunionen IUCN kategoriserar därför arten som livskraftig (LC). Världspopulationen har inte uppskattats men den beskrivs som lokalt vanlig i Nepal till sällsynt och lokalt förekommande i Pakistan.